# Рай-Олександрівська волость
Рай-Олександрівська волость — історична адміністративно-територіальна одиниця Ізюмського повіту Харківської губернії з центром у селі Рай-Олександрівка.
Станом на 1885 рік складалася з 10 поселень, 5 сільських громад. Населення — 6802 особи (3376 чоловічої статі та 3426 — жіночої), 1194 дворових господарства.
|                     | Площа, десятин | У тому числі орної, дес. |
| ------------------- | -------------- | ------------------------ |
| Сільських громад    | 12301          | 16342                    |
| Приватної власності | 343            | 80                       |
| Іншої власності     | 153            | 107                      |
| Загалом             | 12797          | 11348                    |

Основне поселення волості:
- Рай-Олександрівка — колишнє державне село при річці Сухій за 63 версти від повітового міста, 1806 осіб, 230 дворів, православна церква, каплиця, школа, 3 ярмарки на рік.
- Никифорівка (Макагонівка) — колишнє власницьке село при річці Васюківка, 707 осіб, 124 двори, православна церква, школа, 3 лавки.
- Миколаївка — колишнє власницьке село, 1466 осіб, 250 дворів, православна церква, школа.
- Пискунівка — колишній державний хутір при річці Сіверський Донець, 692 особи, 110 дворів.
- Райгородок — колишнє державне село при річці Торець, 2061 особа, 389 дворів, православна церква, школа, лавка.